# Зовнішньозем'я
Зовнішньозем'я (англ. Outland) — науково-фантастичний трилер 1981 року, режисера та сценариста Пітера Гаямса. Головні ролі зіграли Шон Коннері, Пітер Бойл і Френсіс Стернхаген.
Дії фільму в жанрі космічний вестерн розгортаються на супутнику Юпітера Іо, також він має сюжетну та тематичну схожість з фільмом 1952 року «Рівно опівдні».

## Сюжет
Федерального маршала Вільяма О'Ніла призначено на службу до аванпосту з видобутку титанової руди Con-Am 27, яким керує компанія Con-Amalgamated на супутнику Юпітера Іо. Умови на Іо складні: сила тяжіння становить 1/6 земної, атмосфера не придатна для дихання, а скафандри громіздкі і мають обмежений об'єм повітря. Робочі зміни довгі, але за них виплачуються значні премії. Генеральний менеджер Марк Шеппард хвалиться, що продуктивність праці побила всі рекорди відтоді, як він обійняв посаду. Керол, дружина О'Ніла, відчуває, що не може виховувати їхнього сина Пола на Іо, і вирушає з дитиною на космічну станцію на Юпітері, щоб дочекатися шатла на Землю. Тарлоу, шахтар, страждає від нападу стимуляторного психозу — він бачить павуків і розриває скафандр, що призводить до смерті від вибухової декомпресії. Кейн, інший шахтар, під час іншого психотичного нападу заходить у ліфт без скафандра і помирає від декомпресії. З неохочою допомогою доктора Лазаруса О'Ніл розслідує ці смерті.
Інший інцидент пов'язаний з робітником Саганом, який бере в заручники повію і погрожує вбити її ножем. О'Ніл намагається заспокоїти чоловіка, в той час як Монтон, його сержант, проникає через вентиляційний канал і вбиває Сагана пострілом з рушниці. О'Ніл і Лазар виявляють у крові Сагана сліди полідихлоридного еуфіталу — потужного наркотику амфетамінового типу, який дозволяє шахтарям працювати безперервно кілька днів поспіль, поки вони не вигоряють і не стають психопатами після приблизно десяти місяців вживання. О'Ніл викриває мережу розповсюдження наркотиків, якою керував корумпований Шеппард і яку санкціонував Монтон, що розкаявся.
Використовуючи камери спостереження, О'Ніл знаходить і ловить Ніколаса Споту, одного з дилерів Шеппарда, якого вбивають до того, як він встигає його допитати. Монтона знаходять закованим у зашморг. У шафці для м'яса О'Ніл знаходить останню партію наркотиків, яку відправили з космічної станції. Там на нього нападає інший дилер, Рассел Яріо. О'Ніл нокаутує його, а потім знищує партію наркотиків. Коли Шеппард дізнається про це, він погрожує О'Нілу та зв'язується зі своїм розповсюджувачем наркотиків, просячи його надіслати професійних вбивць. О'Ніл підготовлений, оскільки стежив за повідомленнями Шеппарда.
О'Ніл чекає на прибуття кілерів на шатлі постачання з іншого боку Юпітера. Зрозумівши, що відбувається, і маючи лише доктора Лазаря, який готовий йому допомогти, О'Ніл надсилає повідомлення своїй родині, обіцяючи повернутися на Землю, коли його «роботу» буде виконано. О'Ніл влаштовує засідки на кілерів, одного за одним. Лазар допомагає йому вбити першого, заманивши його в герметичний коридор; О'Ніл активує бомбу, що спричиняє вибухову декомпресію, яка вбиває кілера. Другого вбивають у скляній оранжереї аванпосту, коли О'Ніл обманом змушує його вистрілити у вікно, яке розбивається і в результаті вибухової декомпресії вбиває його самого.
Потім О'Ніл стикається з наближеною до Шеппарда людиною — одним з його заступників, сержантом Баллардом, і нападає на нього. Вони б'ються за межами аванпосту біля супутникової споруди, доки О'Ніл не витягає кисневий шланг Балларда. О'Ніл душить його і штовхає в електрогенераторну станцію, де той гине. Потім О'Ніл стикається зі здивованим Шеппардом у барі відпочинку аванпосту, відправляючи його в нокаут одним ударом. Мається на увазі, що тепер Шеппард буде притягнутий до відповідальності або вбитий своїми ж колегами. О'Ніл, однак, вже зв'язався зі своїм керівництвом щодо спільників Шеппарда, деякі з яких є керівниками Con-Am, і незадовго до від'їзду отримує повідомлення про те, що видано ордери на їхній арешт. О'Ніл прощається з Лазарем і вирушає на шатлі, щоб приєднатися до дружини і сина у зворотній подорожі на Землю.

## У ролях
| Актор              | Роль                 |
| ------------------ | -------------------- |
| Шон Коннері        | маршал Вільям О'Ніл  |
| Пітер Бойл         | Марк Шеппард         |
| Френсіс Стернхаген | лікар Мерієн Лазарус |
| Джеймс Сіккінґ     | сержант Монтон       |
| Кіка Маркгем       | Керол О'Ніл          |
| Кларк Пітерс       | сержант Балард       |
| Стівен Беркоф      | Саган                |
| Джон Ратценбергер  | шахтар Тарлоу        |
| Юджин Ліпінський   | шахтар Кейн          |
| П.Х. Моріарті      | вбивця # 1           |
| Даг Робінсон       | вбивця # 2           |
| Анжелік Рокас      | прибиральниця        |
| Шерон Дьюз         | повія                |

## Історія створення

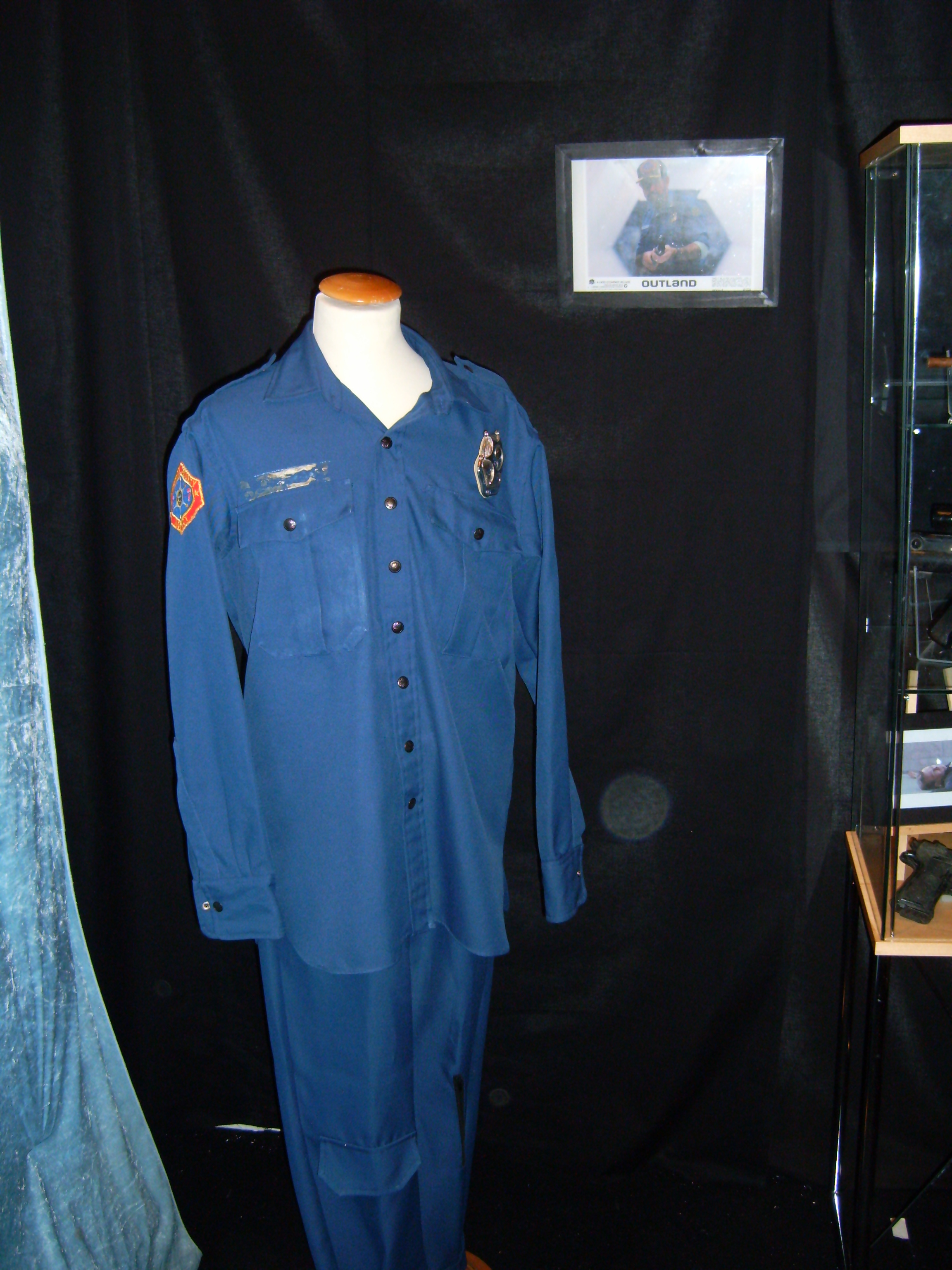
Костюм О'Ніла на з'їзді в Стокгольмі, Швеція

### Розробка
Хайамс згадує,
Я хотів зробити вестерн. Усі казали: «Ти не можеш знімати вестерн, вестерни мертві, ніхто не буде знімати вестерн. Пам'ятаю, я подумав, що це дивно, що цей жанр, який існував так довго, просто зник. Але потім я прокинувся і дійшов висновку — очевидно, після інших людей — що він насправді живий і здоровий, але в космічному просторі. Я хотів зняти фільм про межу. Не про його дивовижність чи чарівність: я хотів щось зробити про Додж-Сіті та про те, яким важким було життя. Я написав сценарій, і, на щастя, Шон Коннері захотів у ньому зіграти. А скільки у вас було шансів попрацювати з Шоном Коннері?
Фільм розроблявся на студії Universal компанією Hyams та продюсером Річардом Ротом. Студія Universal відмовилася від проекту, і тоді Рот, який мав угоду з 20th Century Fox під керівництвом Алана Ледда-молодшого, передав проект новій компанії Ледда — The Ladd Company.
Зовнішньозем'я знімався на студії Pinewood Studios, в Івер Гіт, Бакінгемшир, Великобританія, з початковим бюджетом у 12 мільйонів доларів.
Робоча назва фільму була „Іо“ за місцем дії фільму. Пізніше вона була змінена, оскільки багато людей читали її як число 10, або „Lo“ („низький“). Основні зйомки розпочалися з мініатюрних моделей у травні 1980 року, а з акторів — у червні 1980 року. Пост-продакшн фільму було завершено в лютому 1981 року.
Зовнішньозем'я став першим фільмом, який використав технологію Introvision — варіацію фронтальної проекції, що дозволяє поєднувати елементи переднього, середнього та заднього планів у камері, на відміну від використання оптичних процесів, таких як матування на синьому екрані. Це дозволило персонажам переконливо ходити мініатюрними декораціями шахтарської колонії.

## Саундтрек
Музику до фільму написав і продиригував композитор-ветеран Джеррі Голдсміт, який раніше працював з письменником і режисером Пітером Гаямсом над науково-фантастичним трилером „Козеріг один“ (1978) і створив саундтрек до фільму „Чужий“ (який має схожий стиль з „Зовнішньозем'я“, відображаючи ізоляцію, віддаленість і страх). Саундтрек до фільму тричі виходив на дисках: 19 листопада 1993 року на лейблі GNP Crescendo (з його партитурою до „Козеріг-1“), у червні 2000 року на Warner Music Group, а також дводискове розширене видання, випущене 15 червня 2010 року на лейблі Film Score Monthly. Розширене видання також включає музику Джона Вільямса для логотипу компанії Ladd Company, матеріал, написаний Мортоном Стівенсом для бійки між О'Нілом і Баллардом, та вихідні репліки для кімнати відпочинку Майкла Боддікера.
Розповсюджувані 35-міліметрові плівки мали звук Dolby Stereo, а 70-міліметрові анаморфні плівки з розширеним зображенням — шестидоріжковий звук Dolby Stereo. Усі 70-мм копії були закодовані для варіанту Megasound, для якого кінотеатри мали бути оснащені більшою кількістю колонок та звукового обладнання. „Зовнішньозем'я“ був одним із чотирьох фільмів, випущених Warner Bros. для офіційного використання їхньої звукової системи кінотеатру Megasound на початку 1980-х років.

## Прийом

### Касові збори
Фільм отримав змішані відгуки та касові збори, коли вийшов на екрани. Фільм мав успішний старт, зібравши за вихідні 3 059 638 доларів касових зборів у США. Як писала газета „Нью-Йорк Таймс“, у перший вікенд прокату фільм став „сенсацією в Лос-Анджелесі та на Іст-Сайді Нью-Йорка“, але „погано пройшов у багатьох маленьких містах“. Випускаючи „Зовнішньозем'я“ у обмежений кінопрокат — показуючи його в менш ніж 350 кінотеатрах, щоб дозволити йому досить повільно набирати аудиторію, — компанія зробила ставку на те, що фільм сподобається покупцям квитків; у картини будуть проблеми, якщо вона не з'явиться в прокаті в ці вихідні.
Загальні приблизні касові збори в країні склали від 17 374 595 до 20 000 000 доларів США, що трохи перевищує його бюджет у 16 мільйонів доларів.

## Нагороди та номінації

### Нагороди
1982 — премія «Сатурн» — Найкраща актриса другого плану (Френсіс Стернхаген)

### Номінації
Фільм був номінований премію „Оскар“ за найкращий звук (Джон Вілкінсон, Роберт В. Гласс-молодший, Роберт Тірлвелл і Робін Ґреґорі).

### Відгуки критиків
Гарі Арнольд з газети The Washington Post написав наступне: В „Зовнішньозем'ї“ сценарист і режисер Пітер Гаймс адаптував сюжет „Рівно опівдні“ до інтригуючого науково-фантастичного середовища — величезної титанової шахти, розташованої на Іо, супутнику Юпітера, що має вулканічний характер. Але умовності, які працювали для „Рівно опівдні“, ламаються у високотехнологічній атмосфері „Зовнішньозем'я“, і історія здається банальною та невигадливою».
У The Boston Globe Майкл Блоуен був більш прихильним: «Паралелі між „Зовнішньозем'я“ та вестерном Фреда Циннеманна „Рівно опівдні“ 1952 року очевидні. Сценарист і режисер Пітер Гаймс переніс персонажів і мотиви з запорошеного прикордонного містечка Гері Купера на космічні рубежі. У той час як Гаямс розвиває сюжет, він також розвиває антикапіталістичну тему, що випливає з нього. Іо — це форпост експлуатації, і […] чи копають шахтарі золото на пагорбах Колорадо, чи титан на супутнику Юпітера, жадібність корпоративного класу візьме гору. „Зовнішньозем'я“ знаменує повернення класичного вестерн-героя в космічному шоломі. Його екіпірування змінилося, а оточення розширилося, але він залишився тим самим. Коли Коннері дивиться в дуло рушниці, вам краще посміхнутися».
Десмонд Райан з The Philadelphia Inquirer назвав його: «Блискучий науково-фантастичний вестерн. Багато в чому Гаямс зняв фільм, який лякає більше, ніж „Чужий“, тому що він припускає, що космос дуже мало змінить нас, а справжні монстри, з якими ми можемо зіткнутися, будуть у наступному скафандрі».
Крістофер Джон опублікував рецензію на «Зовнішньозем'я» в журналі Ares Magazine № 10 і прокоментував, що «Зовнішньозем'я» — це хороший фільм, і не лише для фанатів наукової фантастики. Його успіх, безсумнівно, надихне кілька втомлених, низькосортних імітацій. Сподіваюся, він також надихне на створення ще кількох добротних, цікавих і розважальних фільмів".
Девід Харкін зі «Taste of Cinema» вважає, що «Outland is a perfect example of Sean Connery in transition from leading man to older statesman of Hollywood».
На Rotten Tomatoes «Зовнішньозем'я» має рейтинг 54 % із 28 оглядів.

## Домашні медіа
«Зовнішньозем'я» вперше було випущено для домашнього відео у форматах VHS, Beta та V2000 у листопаді 1982 року. Фільм мав багато перевидань на VHS і між 1982 і 1998 роками, включаючи широкоекранний NTSC VHS 7 січня 1997 року. Релізи на відеодисках включали диск CED у серпні 1983 року, реліз на Laserdisc у 1984 році та ремастирований лазерний диск із цифровим звуком 28 серпня 1991 року.
Фільм «Зовнішньозем'я» вийшов на DVD 18 листопада 1997 року. Він був представлений як у широкоформатному, так і в повноекранному форматі на двосторонньому диску з ремастерингом звукової доріжки у форматі Dolby 5.1 surround sound. DVD-диск (регіон 1) зазнав гострої критики за низьку якість передачі та відсутність покращення для широкоформатних телевізорів. Спеціальними матеріалами на диску є документальний фільм про створення фільму, акторський склад і титри, а також театральний трейлер. Фільм вийшов на DVD у Великій Британії (регіон 2) у 1998 році. Ця версія анаморфно покращена для широкоекранних телевізорів, як і версія регіон 4. На Blu-ray Disc м вийшов 10 липня 2012 року. Фільм представлено у форматі 2.40:1 з англійським об'ємним звуком DTS-HD Master Audio 5.1. Диск також містить нову звукову доріжку з коментарями режисера Пітера Гаймса.

## Північноамериканські трансляції

### Платне телебачення
«Зовнішньозем'я» дебютував на платному ТБ у США у вересні 1982 року на каналах HBO та Showtime. У Канаді фільм вперше показали в жовтні 1983 року на каналі Superchannel. Фільм транслювався в обох країнах не обзрізаним, без реклами, періодично протягом кількох місяців. Ці платні телевізійні трансляції фільму використовували те саме джерело, що й початковий домашній відеореліз у форматі NTSC.

### Мережеве телебачення
Телевізійна прем'єра серіалу «Зовнішньозем'я» відбулася 19 травня 1984 року на каналі CBS у США та одночасно транслювалася на каналі CTV у Канаді. У цій перемонтованій версії фільму, яка транслюється виключно в цих мережах, використано вирізані кадри, яких не було у кінотеатральній/домашній відеоверсії. Одним із помітних прикладів є розширена сцена, яка показує більш тривалий вихід зі станції для О'Ніела, а також Балларда в кінці фільму в костюмі під час виходу. Ці вирізані сцени були надані телеканалам для розширення частин фільму, що дозволило їм продати більше комерційних слотів рекламодавцям. Включення залишків відзнятого матеріалу (якщо вони були доступними) було поширеною практикою в 1970-1980-х роках для мережевих прем'єрних показів фільмів, а згодом і для ліцензійних трансляцій. Цю версію позначали як «відредаговану для телебачення», щоб відповідати тогочасним стандартам цензури американського мережевого телебачення, і ніколи не випускали для домашнього відео.

## Адаптації
- Комікс-адаптація «Зовнішньозем'я», проілюстрована Джимом Стеранко, з'явилася в журналі Heavy Metal у номерах з липня 1981 року по жовтень 1981 року і в січні 1982 року.[38]
- У березні 1981 року видавництво Warner Books опублікувало новелу Алана Діна Фостера «Outland».
- Широкоформатний фотокомікс під назвою Outland: The Movie Novel: За редакцією Річарда Дж. Анобіле за сценарієм Пітера Хаймса був опублікований видавництвом Grand Central Publishing у 1981 році. Він рекламувався як такий, що містить «понад 750 повнокольорових фотографій».
- Пісня на основі Outland під назвою «High Moon» була написана групою Star One (побічний проект композитора Ayreon Ар'єна Лукассена) для альбому Space Metal.
- 18 серпня 2009 року Warner Bros. оголосила, що режисера Майкла Девіса найнято зняти рімейк фільму за сценарієм Чеда Сент-Джона. Жодної інформації про кастинг або дату початку не було оголошено.[39][40]